# تولكا بارك
تولكا بارك هو ملعب كرة قدم يقع في دبلن، جمهورية أيرلندا، يتسع لـ 9680 متفرج. تم افتتاحه في 1953.